# K-World Dream Awards
K-World Dream Awards, anteriormente conocido como K Global Heart Dream Awards y Soribada Best K-Music Awards y abreviado como SOKA o SOBA, es una ceremonia de premios presentada por la plataforma digital de música Soribada para celebrar los mejores lanzamientos de K-pop. La primera entrega se realizó en septiembre de 2017 y los candidatos se escogieron entre el periodo de septiembre de 2016 y agosto de 2017.
Es la primera ceremonia de premios presentada por Soribada, que se estableció en el año 2000 como el primer servicio de música digital en Corea del Sur.

## Ceremonias
| Edition | Date                     | Venue                      | City                | Ref.  |
| ------- | ------------------------ | -------------------------- | ------------------- | ----- |
| 1.º     | 20 de septiembre de 2017 | Jamsil Students' Gymnasium | Seúl, Corea del Sur | [ 3 ] |
| 2.º     | 30 de agosto de 2018     | Olympic Gymnastics Arena   | Seúl, Corea del Sur | [ 4 ] |
| 3.º     | 22-23 de agosto de 2019  | Olympic Gymnastics Arena   | Seúl, Corea del Sur | [ 5 ] |
| 4.º     | 13 de agosto de 2020     | Ceremonia en línea         | Ceremonia en línea  | [ 6 ] |

## Criterios de selección
Los ganadores se determinan mediante los datos internos de Soribada, votos en línea de fanáticos alrededor del mundo, así como calificaciones de adjudicatarios profesionales y críticos.

## Gran Premio (Daesang)
| Edición | Año  | Ganador(es)   | Ganador(es)    | Ganador(es)        | Ganador(es)                    |
| ------- | ---- | ------------- | -------------- | ------------------ | ------------------------------ |
| 1.º     | 2017 | EXO           | EXO            | Twice (Digital)    | Twice (Digital)                |
| 2.º     | 2018 | BTS           | BTS            | Twice (Digital)    | Twice (Digital)                |
| 3.º     | 2019 | BTS (Artista) | Twice (Música) | Red Velvet (Stage) | Mamamoo (Presentación en vivo) |
| 4.º     | 2020 | BTS           | BTS            | BTS                | BTS                            |

## Premio principal (Bonsang)
| Edición | Año  | Ganador(es) | Ganador(es) | Ganador(es) | Ganador(es)  | Ganador(es)    | Ganador(es) | Ganador(es)     | Ganador(es) | Ganador(es) | Ganador(es)  | Ganador(es) | Ganador(es) | Ganador(es) |
| ------- | ---- | ----------- | ----------- | ----------- | ------------ | -------------- | ----------- | --------------- | ----------- | ----------- | ------------ | ----------- | ----------- | ----------- |
| 1.º     | 2017 | B.A.P       | BtoB        | EXO         | GFriend      | Hwang Chi-yeul | Mamamoo     | Monsta X        | Red Velvet  | T-ara       | Twice        | VIXX        | –           | –           |
| 2.º     | 2018 | AOA         | Bolbbalgan4 | BTS         | Mamamoo      | Momoland       | Monsta X    | NCT 127         | NU'EST W    | Red Velvet  | Twice        | Wanna One   | –           | –           |
| 3.º     | 2019 | AB6IX       | BTS         | Chungha     | Ha Sung-woon | Kim Jae-hwan   | Mamamoo     | Momoland        | Monsta X    | NCT 127     | Park Ji-hoon | Red Velvet  | Twice       | –           |
| 4.º     | 2020 | AB6IX       | Astro       | BTS         | GFriend      | Iz*One         | Kang Daniel | Lim Young-woong | Mamamoo     | NCT Dream   | Oh My Girl   | Red Velvet  | Twice       | Victon      |

## Premio al novato
| Edición | Año  | Ganador(es) | Ganador(es) | Ganador(es)  |
| Edición | Año  | Grupo       | Banda       | Solista      |
| ------- | ---- | ----------- | ----------- | ------------ |
| 1.º     | 2017 | Wanna One   | —           | —            |
| 1.º     | 2017 | Pentagon    | —           | —            |
| 2.º     | 2018 | The Boyz    | IZ          | Kangnam      |
| 2.º     | 2018 | Nature      | IZ          | Seol Ha-yoon |
| 2.º     | 2018 | Stray Kids  | IZ          | Seol Ha-yoon |
| 3.º     | 2019 | ITZY        | —           | Song Ga-in   |
| 3.º     | 2019 | ITZY        | —           | Hong Ja      |
| 3.º     | 2019 | TXT         | —           | Kim Soo Chan |
| 3.º     | 2019 | TXT         | —           | Jung Mi Ae   |
| 4.º     | 2020 | Cravity     | —           | —            |
| 4.º     | 2020 | MCND        | —           | —            |
| 4.º     | 2020 | TOO         | —           | —            |

## Premio a la popularidad
| Edición | Año  | Ganador(es) | Ganador(es) |
| Edición | Año  | Masculino   | Femenino    |
| ------- | ---- | ----------- | ----------- |
| 1.º     | 2017 | Exo         | —           |
| 2.º     | 2018 | Wanna One   | Mamamoo     |
| 3.º     | 2019 | BTS         | Twice       |
| 4.º     | 2020 | BTS         | Twice       |

## Mayor número de premios ganados
Los siguientes artistas han recibido 5 o más premios:
| Rango | Artista(s) | Premios |
| ----- | ---------- | ------- |
| 1     | Twice      | 11      |
| 1     | BTS        | 11      |
| 2     | Red Velvet | 8       |
| 3     | Mamamoo    | 6       |
| 4     | Monsta X   | 5       |